# Corrientes (miasto)

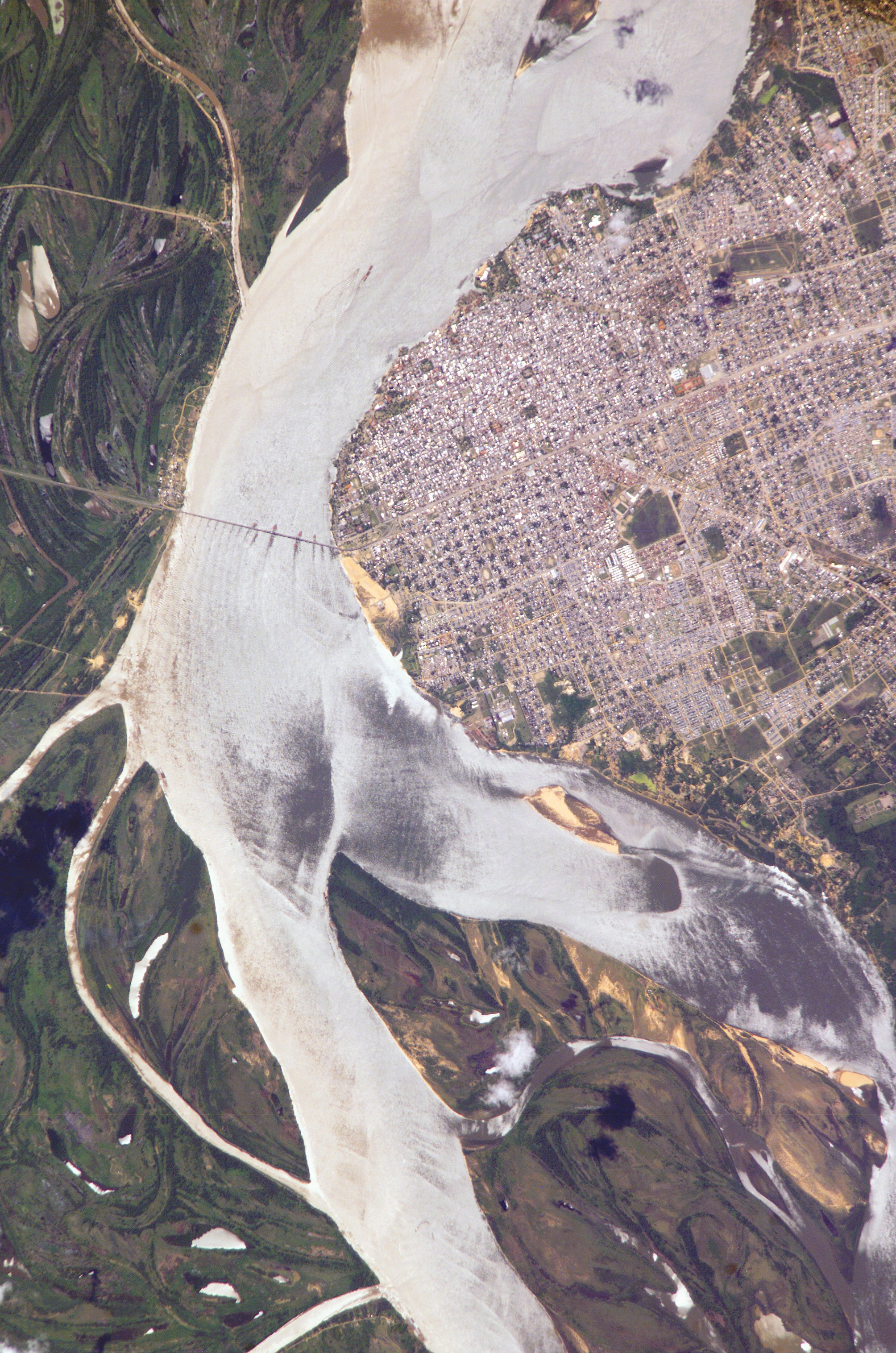

Corrientes to miasto w północno-wschodniej Argentynie, ważny port nad Paraną, przy ujściu Paragwaju, stolica prowincji Corrientes. Około 328,7 tys. mieszkańców.
Miasto jest siedzibą klubów piłkarskich Boca Unidos, Deportivo Mandiyú i Huracán.

## Współpraca
- Asunción, Paragwaj
- Parana, Argentyna
- Porto Alegre, Brazylia
- Posadas, Argentyna
- Santa Fe, Argentyna